# 約旦—沙特阿拉伯關係
約旦與沙特阿拉伯關係是指約旦哈希姆王國與沙特阿拉伯王國之間的雙邊關係。兩國都是遜尼派君主制國家。

## 歷史

1965年約旦和沙特阿拉伯互相交換領土

1916年6月，名義上由哈希姆家族第三十八代族長、麥加埃米爾兼謝里夫侯賽因·伊本·阿里領導的阿拉伯起義爆發，以推翻奧斯曼帝國的統治，阿里於6月10日宣布獨立，建立了以麥加、麥地那為中心的漢志王國，他本人成為開國君主，其三個兒子各自統治一個王國，長子阿里·本·海珊是內志王國王位的繼承者，三子成為新建立的伊拉克王國國王，次子則成為新建立的約旦王國國王。
1924年8月，伊本·沙特統帥的內志王國軍隊向漢志王國發動進攻，攻占了塔伊夫等城市。在麥加的貴族、商人和封建主壓力下，阿里被迫在1924年10月將漢志國王之位傳與長子，並同時將亞喀巴-馬安地區割讓給英國保護的外約旦（今約旦王國）。10月13日，內志軍隊攻陷麥加，阿里退守吉達。吉達失守後，阿里流亡至伊拉克，長子海珊則流亡賽普勒斯。漢志王國被伊本·沙特的內志蘇丹國吞併，於1932年同內志、季贊、亞西爾一道組成了現今的沙特阿拉伯。哈希姆家族自10世紀對麥加的管治也自此結束。1958年，伊拉克王國發生政變，君主制被推翻，故現時只有約旦哈希姆王國仍然由哈希姆家族管治。
1965年，沙特阿拉伯和約旦達成更換領土的協定，從而最終確定了約旦與沙特阿拉伯的邊界。約旦在亞喀巴灣從沙特阿拉伯得到19公里的土地，在內地獲得了6,000平方公里的領土，約旦的內陸領土中有7,000平方公里被割讓予沙特阿拉伯。
在2017年穆罕默德·本·沙爾曼被國王正式任命為新王儲後，由於沙特試圖將約旦排除在以巴衝突的談判之外，約旦在2017年卡達外交危機中不願支持沙特的立場，有限度地參與沙特領導的干預葉門行動以及漸漸加強與土耳其之間的關係。
2019年7月，沙特阿拉伯與約旦締結了一項協議，沙特阿拉伯向約旦的教育部門提供5,000萬美元的援助。

## 民意調查
根據2013年項皮尤研究中心的民意調查顯示，88％的約旦人對沙特持有好感，11％的約旦人對沙特反感，是沙特在中東地區得到最高好感度的地區。